# Braidwood
Braidwood é uma cidade localizada no estado americano de Illinois, no Condado de Will.

## Demografia
Segundo o censo americano de 2000, a sua população era de 5203 habitantes. 
Em 2006, foi estimada uma população de 6601, um aumento de 1398 (26.9%).

## Geografia
De acordo com o United States Census Bureau tem uma área de 
12,3 km², dos quais 12,0 km² cobertos por terra e 0,3 km² cobertos por água.

## Localidades na vizinhança
O diagrama seguinte representa as localidades num raio de 8 km ao redor de Braidwood. 